# Italia en la Eurocopa 1980
La Selección de fútbol de Italia fue una de las 8 selecciones participantes en la Eurocopa 1980, que se llevó a cabo entre el 11 de junio y el 22 de junio de 1980 en Italia. Por ser el anfitrión del torneo fue el primer equipo en clasificarse al certamen. Fue la segunda participación de Italia en la Eurocopa.
Italia quedó encuadrada en el grupo B, en el primer encuentro igualó sin goles ante España. En el segundo encuentro vencieron por 1-0 a la selección de Inglaterra. En el último encuentro, con la obligación de ganar para ser líderes de grupo y acceder a la final, empató sin goles ante la selección de Bélgica. Acabó segunda del grupo, detrás de la selección belga por diferencia de goles, por lo que tuvieron que jugar el partido por el tercer lugar.
En el desempate por el tercer lugar, igualó 1-1 en los 120 minutos ante la selección de Checoslovaquia, con los checoslovacos venciendo tras una larga tanda de penaltis por 8-9, dejando a los anfitriones sin el podio.

## Jugadores
| #  | Nombre               | Posición      | Edad | Club           |
| -- | -------------------- | ------------- | ---- | -------------- |
| 1  | Dino Zoff            | Portero       | 38   | Juventus FC    |
| 2  | Franco Baresi        | Defensa       | 20   | AC Milan       |
| 3  | Giuseppe Baresi      | Defensa       | 22   | Inter de Milán |
| 4  | Mauro Bellugi        | Defensa       | 30   | SSC Napoli     |
| 5  | Antonio Cabrini      | Defensa       | 22   | Juventus FC    |
| 6  | Fulvio Collovati     | Defensa       | 23   | AC Milan       |
| 7  | Claudio Gentile      | Defensa       | 26   | Juventus FC    |
| 8  | Aldo Maldera         | Defensa       | 26   | AC Milan       |
| 9  | Gaetano Scirea       | Defensa       | 27   | Juventus FC    |
| 10 | Giancarlo Antognoni  | Mediocampista | 26   | ACF Fiorentina |
| 11 | Romeo Benetti        | Mediocampista | 34   | AS Roma        |
| 12 | Ivano Bordon         | Portero       | 29   | Inter de Milán |
| 13 | Ruben Buriani        | Mediocampista | 25   | AC Milan       |
| 14 | Gabriele Oriali      | Mediocampista | 27   | Inter de Milán |
| 15 | Marco Tardelli       | Mediocampista | 25   | Juventus FC    |
| 16 | Renato Zaccarelli    | Mediocampista | 29   | Torino FC      |
| 17 | Alessandro Altobelli | Delantero     | 24   | Inter de Milán |
| 18 | Roberto Bettega      | Delantero     | 29   | Juventus FC    |
| 19 | Franco Causio        | Delantero     | 31   | Juventus FC    |
| 20 | Francesco Graziani   | Delantero     | 27   | Torino FC      |
| 21 | Roberto Pruzzo       | Delantero     | 25   | AS Roma        |
| 22 | Giovanni Galli       | Portero       | 26   | ACF Fiorentina |
| DT | Enzo Bearzot         |               |      |                |

## Participación

### Grupo B
| Selección  | Pts | PJ | PG | PE | PP | GF | GC | Dif |
| ---------- | --- | -- | -- | -- | -- | -- | -- | --- |
| Bélgica    | 4   | 3  | 1  | 2  | 0  | 3  | 2  | 1   |
| Italia     | 4   | 3  | 1  | 2  | 0  | 1  | 0  | 1   |
| Inglaterra | 3   | 3  | 1  | 1  | 1  | 3  | 3  | 0   |
| España     | 1   | 3  | 0  | 1  | 2  | 2  | 4  | −2  |

| 12 de junio de 1980, 20:30 | España | 0:0 | Italia | Stadio Giuseppe Meazza, Milán                              |  |
|                            |        |     |        | Asistencia: 46 816 espectadores Árbitro(s): Karoly Palotai |  |

| 15 de junio de 1980, 20:30 | Inglaterra | 0:1 (0:0) | Italia       | Stadio Comunale, Turín                                     |                                                            |
|                            |            |           | Tardelli 79' | Asistencia: 59 646 espectadores Árbitro(s): Nicolae Rainea | Asistencia: 59 646 espectadores Árbitro(s): Nicolae Rainea |

| 18 de junio de 1980, 20:30                                   | Italia | 0:0 | Bélgica | Stadio Olimpico, Roma                                            |  |
|                                                              |        |     |         | Asistencia: 42 318 espectadores Árbitro(s): António José Garrido |  |
| Primera clasificación de Bélgica a la final de una Eurocopa. |        |     |         |                                                                  |  |

### Tercer lugar
| 21 de junio de 1980, 20:30 | Italia                                                                                     | 1:1 (0:0) (8:9 p.)         | Checoslovaquia                                                                  | Stadio San Paolo, Nápoles                                  |                                                            |
|                            | Graziani 73'                                                                               |                            | Jurkemik 54'                                                                    | Asistencia: 24 652 espectadores Árbitro(s): Erich Linemayr | Asistencia: 24 652 espectadores Árbitro(s): Erich Linemayr |
|                            |                                                                                            | Tiros desde el punto penal |                                                                                 |                                                            |                                                            |
|                            | Causio · Altobelli · Baresi · Cabrini · Benetti · Graziani · Scirea · Tardelli · Collovati |                            | Masný · Nehoda · Ondruš · Jurkemic · Panenka · Gögh · Gajdůšek · Kozák · Barmoš |                                                            |                                                            |

## Estadísticas

### Posiciones

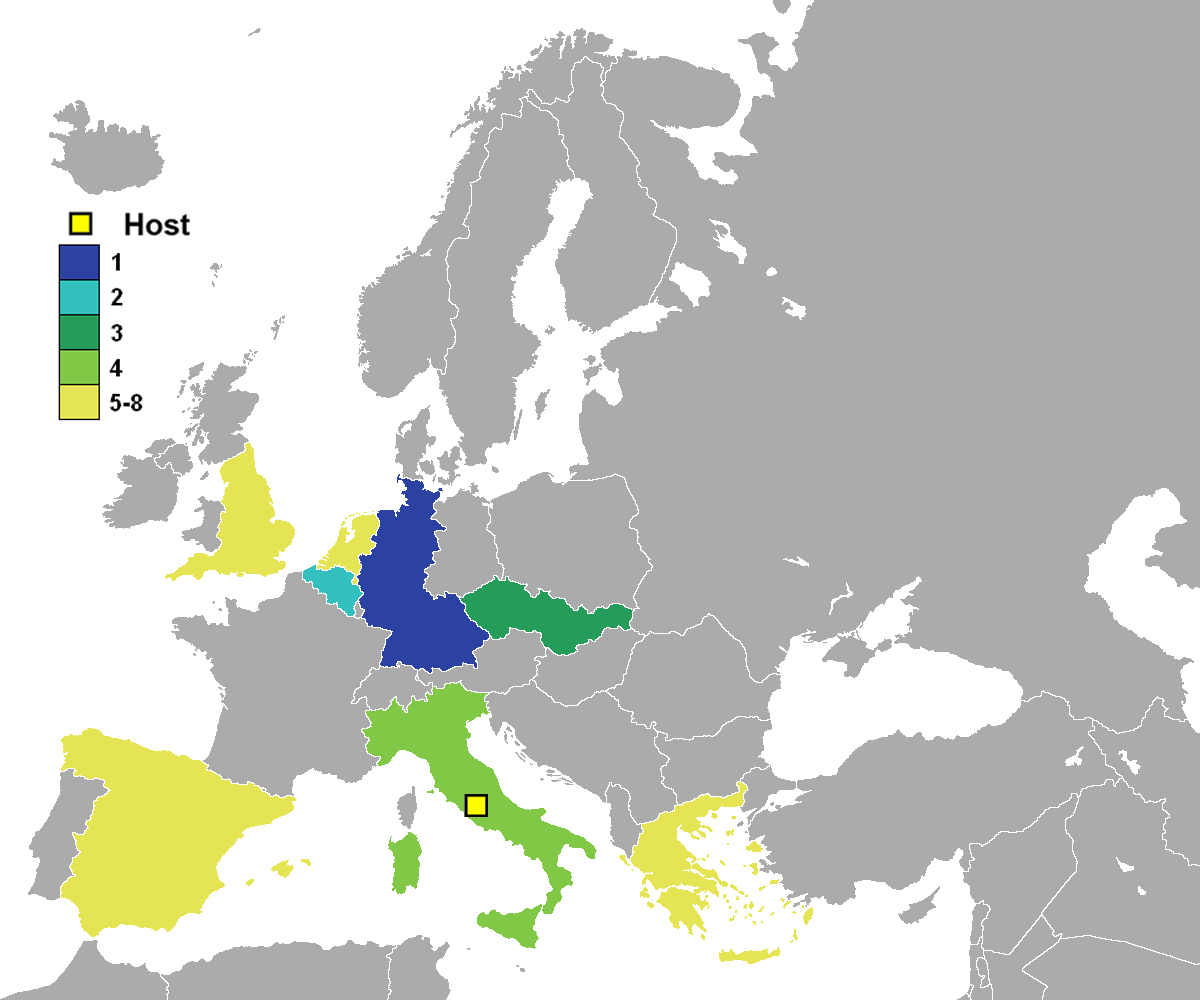
Mapa según los resultados de la Euro 1980.

#### Clasificación general
| Equipo | Equipo           | Pts | PJ | PG | PE | PP | GF | GC | Dif | Rend   |
| ------ | ---------------- | --- | -- | -- | -- | -- | -- | -- | --- | ------ |
| 1      | Alemania Federal | 7   | 4  | 3  | 1  | 0  | 6  | 3  | 3   | 87.5%  |
| 2      | Bélgica          | 4   | 4  | 1  | 2  | 1  | 4  | 4  | 0   | 50%    |
| 3      | Checoslovaquia   | 4   | 4  | 1  | 2  | 1  | 5  | 4  | 1   | 50%    |
| 4      | Italia           | 5   | 4  | 1  | 3  | 0  | 2  | 1  | 1   | 62.5%  |
| 5      | Países Bajos     | 3   | 3  | 1  | 1  | 1  | 4  | 4  | 0   | 50%    |
| 6      | Inglaterra       | 3   | 3  | 1  | 1  | 1  | 3  | 3  | 0   | 50%    |
| 7      | España           | 1   | 3  | 0  | 1  | 2  | 2  | 4  | −2  | 16.67% |
| 8      | Grecia           | 1   | 3  | 0  | 1  | 2  | 1  | 4  | −3  | 16.67% |

### Goleadores
| Jugador            | Goles | PJ | Minuto |
| ------------------ | ----- | -- | ------ |
| Marco Tardelli     | 1     | 4  | 390'   |
| Francesco Graziani | 1     | 4  | 390'   |